# La Maire est bleue
La Maire est bleue est un épisode de la série télévisée d'animation Les Simpson. Il s'agit du sixième épisode de la vingt-neuvième saison et du 624e épisode de la série. Il est diffusé pour la première fois le 12 novembre 2017 aux États-Unis.

## Synopsis
Springfield inaugure un parc surélevé à l'endroit où se trouvait l'ancien monorail. En activant l'électricité pour les illuminations, le maire Quimby fait redémarrer l'ancienne rame du monorail, qui détruit entièrement le parc. Lors d'une réunion à la mairie, Marge s'agace de la gestion du maire. Sur les conseils de Lisa, elle se décide à se présenter à la mairie, Homer la soutient pensant qu'il bénéficiera de passe-droits. En s'adressant à chaque frange de la population sur les conseils du docteur Frink, elle grignote des points dans les sondages et finit par remporter l'élection. Mais elle ne peut tenir sa promesse principale d'éteindre le feu de pneus de la ville et son image s'en ressent. Elle baisse dans les sondages, mais ceux-ci remontent quand Homer devient l'objet des moqueries des habitants.

## Réception
Lors de sa première diffusion l'épisode a attiré 4,75 millions de téléspectateurs.